# Final Lap 3
Final Lap 3, come suggerisce il nome, è il terzo titolo della serie Final Lap; è stato pubblicato da Namco nel 1992.

## Modalità di gioco
Final Lap 3 è un gioco di corse con gare in Inghilterra, Francia, San Marino e Spagna. I giocatori possono competere testa a testa fino ad un massimo di otto giocatori quando quattro cabinet sono collegate tra loro.